# River Ore (vattendrag i Storbritannien, Skottland)
River Ore är ett vattendrag i Storbritannien.   Det ligger i kommunen Fife och riksdelen Skottland, i den centrala delen av landet, 500 km norr om huvudstaden London.